# Менх
Менх (нім. Mönch — «чернець», «монах») — один з 29 чотиритисячників Швейцарських Альп та одна з головних вершин Бернських Альп, розташована між північним кантоном Берн та південним кантоном Вале, на півдороги між містами Інтерлакен та Фіш. Разом з горами Айгер (букв, «Огр») та Юнгфрау (букв., «Діва»), Монах формує масивну стіну, яка нависає над Бернським високогір'ям (нім. Berner Oberland) та Швейцарським плато, і є одним з найвиразніших краєвидів Швейцарських Альп.
Будівництво на початку XX століття залізниці Юнгфрау, що сполучає перевал Кляйне-Шайдегг та Юнгфрауйох, сідловину між горами Монах та Юнгфрау, зробило цю територію однією з найвідвідуваніших в Альпах. Тунель залізниці закінчується майже вертикально вниз під вершиною Монаха, але на висоті бл. 3 300 м.н.м.
Разом з Юнгфрау, Айгером та льодовиком Великий Алеч, Монах є частиною природоохоронної території Юнгфрау-Алеч, частина якої з 2001 року включена до Світової спадщини ЮНЕСКО.

## Географія

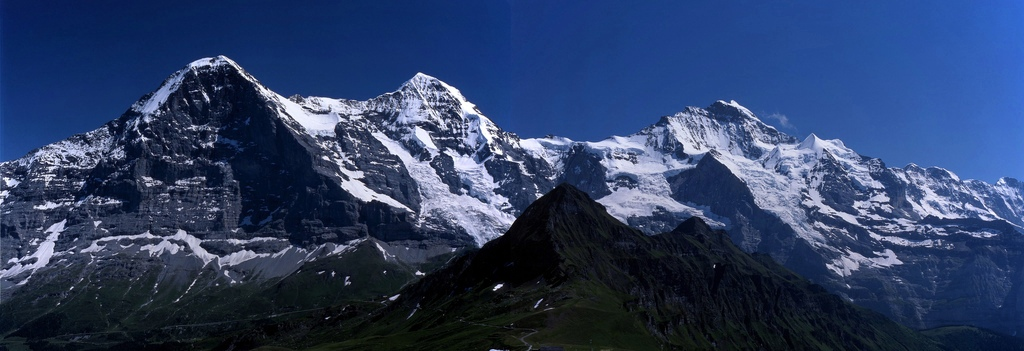
Айгер, Менх та Юнгфрау

Висота Монаху — 4 107 м.н.м. Це четверта за висотою гора в Бернських Альпах, після Фінстераархорну, Алечхорну та Юнгфрау. Але з озера Тун, та більшої частини кантону Берн, найпомітнішою є Юнгфрау, яка є найближчою з вершин Бернського високогір'я; різниця висоти між верхівкою Юнгфрау та містом Інтерлакен (яке називають воротами до цього регіону) становить 3 600 м.

### Визначення висоти
Вимір висоти Монаху було здійснено в 1935 році і тоді було встановлено 4 099 м.н.м.. Ця цифра ще й досі часто вказується в літературі. Однак у 1993 році було здійснено повітряну фотограмметрію і визначено висоту 4 107 м.н.м. Ця висота була офіційно включена до карт Швейцарії.
Після того ще проводилися вимірювання за допомогою GPS (1997 р.: 4109,4 м.н.м.) та повторна фотограметрія (1999: 4 110 м.н.м). Однак результати цих вимірювань до карт не вносилися, бо з одного боку є в межах похибки вимірювання, а з іншого — тому, що Монах покритий шапкою фірну, який в останні роки підріс.

### Розташування
Гора розташована на захід від сідловини Менхсйох (3 650 м.н.м) та на північ від фірну Юнгфрау та поля вічного снігу (нім. Ewigschneefäld), двох приток Великого Алецького льодовика.
Північна сторона Монаху є частиною гігантської гірської стіни довжиною 10 км, що височить над долинами Лаутербруннен та Грінделвальд. Стіна сформована поєднанням декількох з найбільших північних схилів в Альпах, а саме схилу Юнгфрау(4 158 м.н.м.), Монаха та Айгера (3 970 м.н.м.) на схід від неї, та височить над долинами більш ніж на 3 км. Юнгфрау знаходиться від Айгера на відстані приблизно 6 км; а вершина Монаху розташована між ними, на відстані 3,5 км від Юнгфрау. На схід стіна продовжується стіною Фішер, а на захід — стіною Лаутербруннен.

## Історія назви
Вважається, що назва Менх (Монах) пішла з літнього випасу у підніжжя гори, на якому випасали меринів (або «монахів» (нім. Münche)) і який раніше називався «Мюнхенальп», а гора навпроти нього — Мюнхенберг (гора монахів), що врешті решт скоротили до «Мюнх» (нім. Münch) або «Менх» (нім. Mönch).

## Альпінізм

### Історія підкорення
Вершина Менху була вперше підкорена більше ніж через 50 років від підкорення сусідньої Юнгфрау 15 серпня 1857 року експедицією в складі провідника Крістіана Альмера, а також Крістіана Кауфмана, Ульріха Кауфмана та Зігізмунда Поргеса.

### Маршрути
Південний рукав східного кряжу (основний маршрут)
- Важкість: шкала SAC: ZS-, II (шкала Frz.: AD-; з II. рівнем скелелазіння UIAA)
- Час проходження: 2½-3½ години від прихистку нім. Mönchsjochhütte, 3-4 годин від Юнгффрауйох
- Стартова точка: прихисток Mönchsjochhütte (3657 м.н.м.)
- Вихідна точка в долині: Грінделвальд (1034 м.н.м.)

Південно-західний кряж
- Важкість: шкала SAC: ZS-, III- (шкала Frz.: AD-; з III-.рівнем скелелазіння UIAA)
- Час проходження:3-4 годин
- Стартова точка: Юнгфрауйох (3454 м.н.м.}})
- Вихідна точка в долині: Грінделвальд (1034 м.н.м.)

Північно-східний рукав східного кряжу
- Важкість: шкала SAC: ZS, III+ (шкала Frz.: AD; з III+. рівнем скелелазіння UIAA)
- Час проходження: 4-5 годин
- Стартова точка: прихисток нім. Mönchsjochhütte (3657 м.н.м.)
- Вихідна точка в долині: Грінделвальд (1034 м.н.м.)

Північно-східний кряж'
- Важкість: шкала SAC: ZS (шкала Frz.: AD)
- Час проходження: 4-5 годин
- Стартова точка: прихисток нім. Mönchsjochhütte (3657 м.н.м.)
- Вихідна точка в долині: Грінделвальд (1034 м.н.м.)

Nordwestbollwerk (Nollen)
- Важкість: шкала SAC: S (шкала Frz.: D)
- Час проходження: 6-10 годин
- Стартова точка: прихисток нім. Guggihütte (2791 м.н.м.)
- Вихідна точка в долині: перевал Кляйне Шайдегг (2061 м.н.м.)

## Юнгфрауйох та туризм
Колись давно до Менха було складно дістатися. Тепер Залізниця Юнгфрау курсує потяги через скельний тунель до залізничної станції Юнгфрау на висоті 3 454 м.н.м, найвищої у Європі, а 2020 року було відкрито і кабельний підіймач з Грінделвальду. Сама сідловина Юнгфрауйох є найнижчою точкою між горами Юнгфрау та Менх.
Потяг в гору відходить від перевалу Кляйне Шайдегг, до якого можна дістатися потягами з селища Грінделвальд або з селища Лаутербруннен через с. Венген. Спочатку тунель іде на схід, до Айгера. До прибуття на Юнгфрауйох (сама станція фактично знаходиться в горі Монах), потяг двічі зупиняється на декілька хвилин — на станціях Айгерванд (в північному схилі Айгера) та Айсмеер (на південній стороні), де пасажири можуть крізь вікна в скелі подивитися назовні. Дорога триває 50 хв вгору та 35 вниз (бо без зупинок).
На Юнгфрауйох (переважно в південній стороні Монаху) побудовано багато тунелів та будівель: є готель, два ресторани, обсерваторія, дослідницька станція, невеликий кінозал, лижна школа, та «Льодовий Палац», вирізаний прямо в льодовику і який містить колекцію льодових скульптур. Інший тунель веде назовні, до пласкої, покритої снігом території, де можна прогулятися, покататися на лижах, санках, та подивитися вниз на Конкордіаплац, Алецький льодовик, та навколишні гори.

## Галерея видів

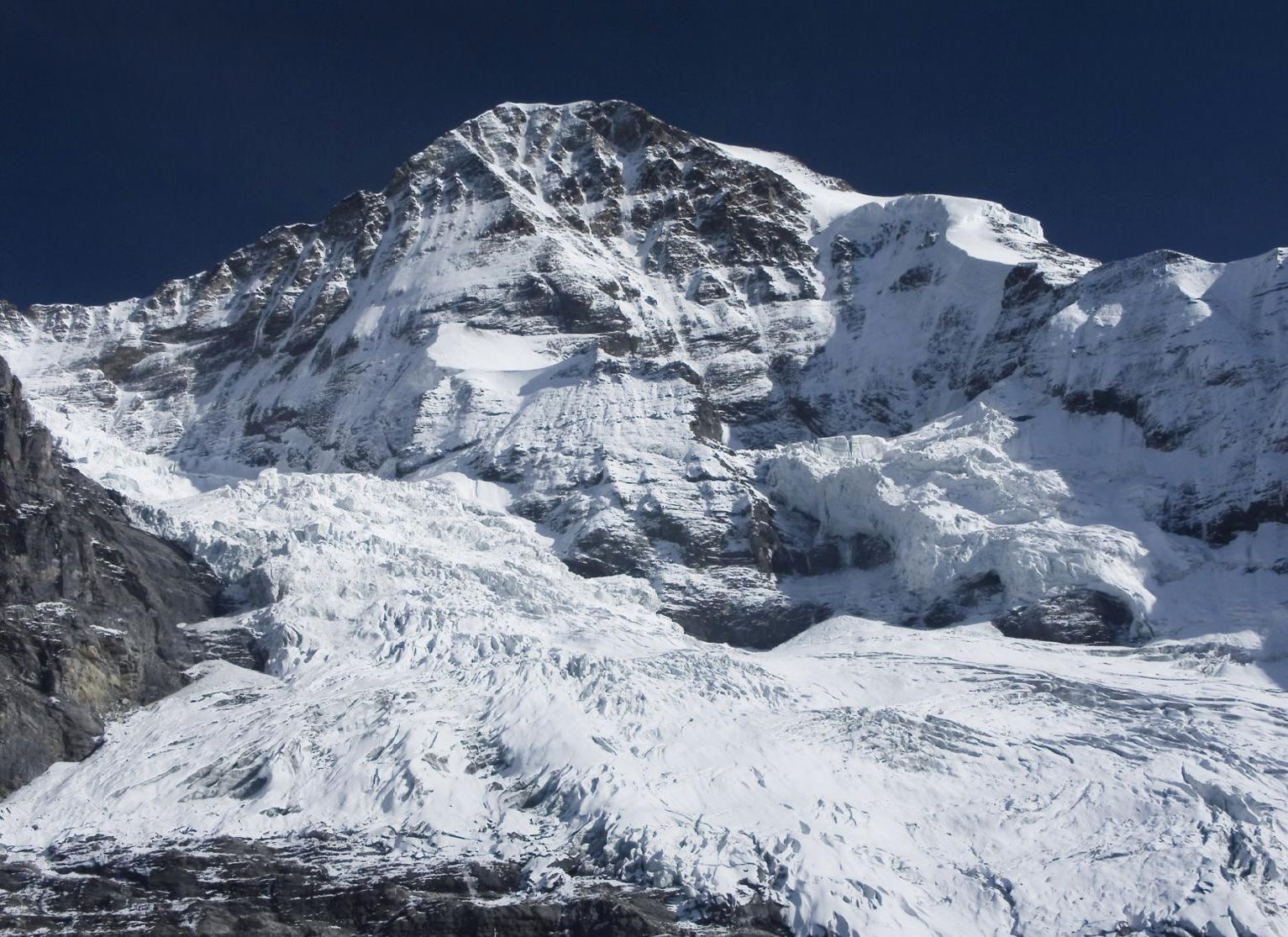
Північна сторона Менха та льодовик Айгер
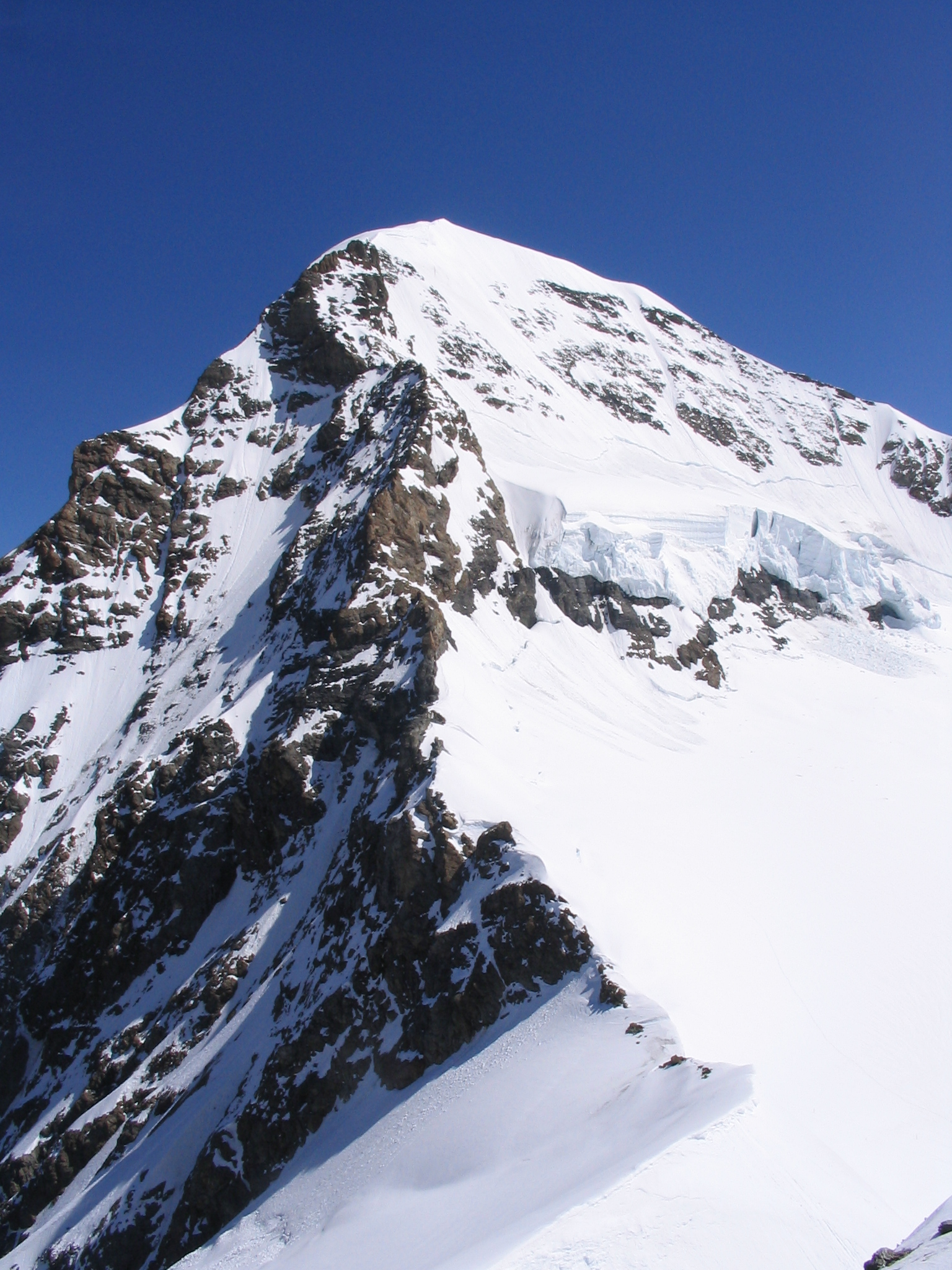
Вид на Менх з Юнгфрауйох
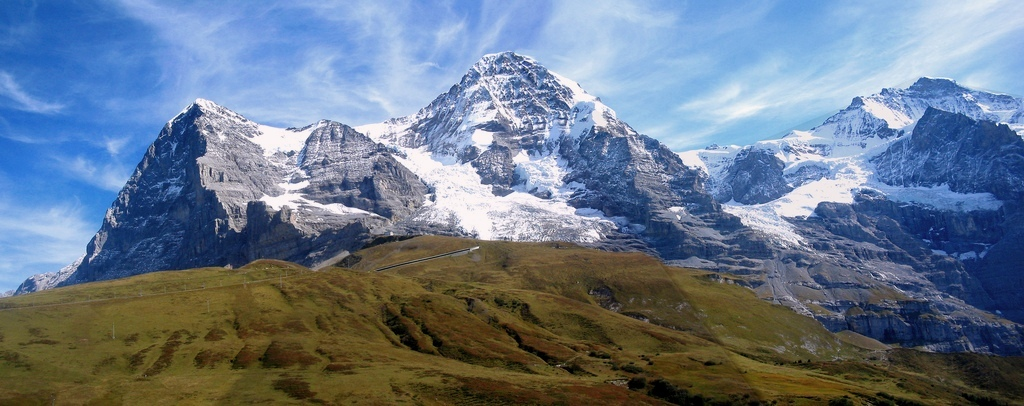
Панорама від Меннліхену: Айгер, Менх та Юнгфрау (зліва направо)
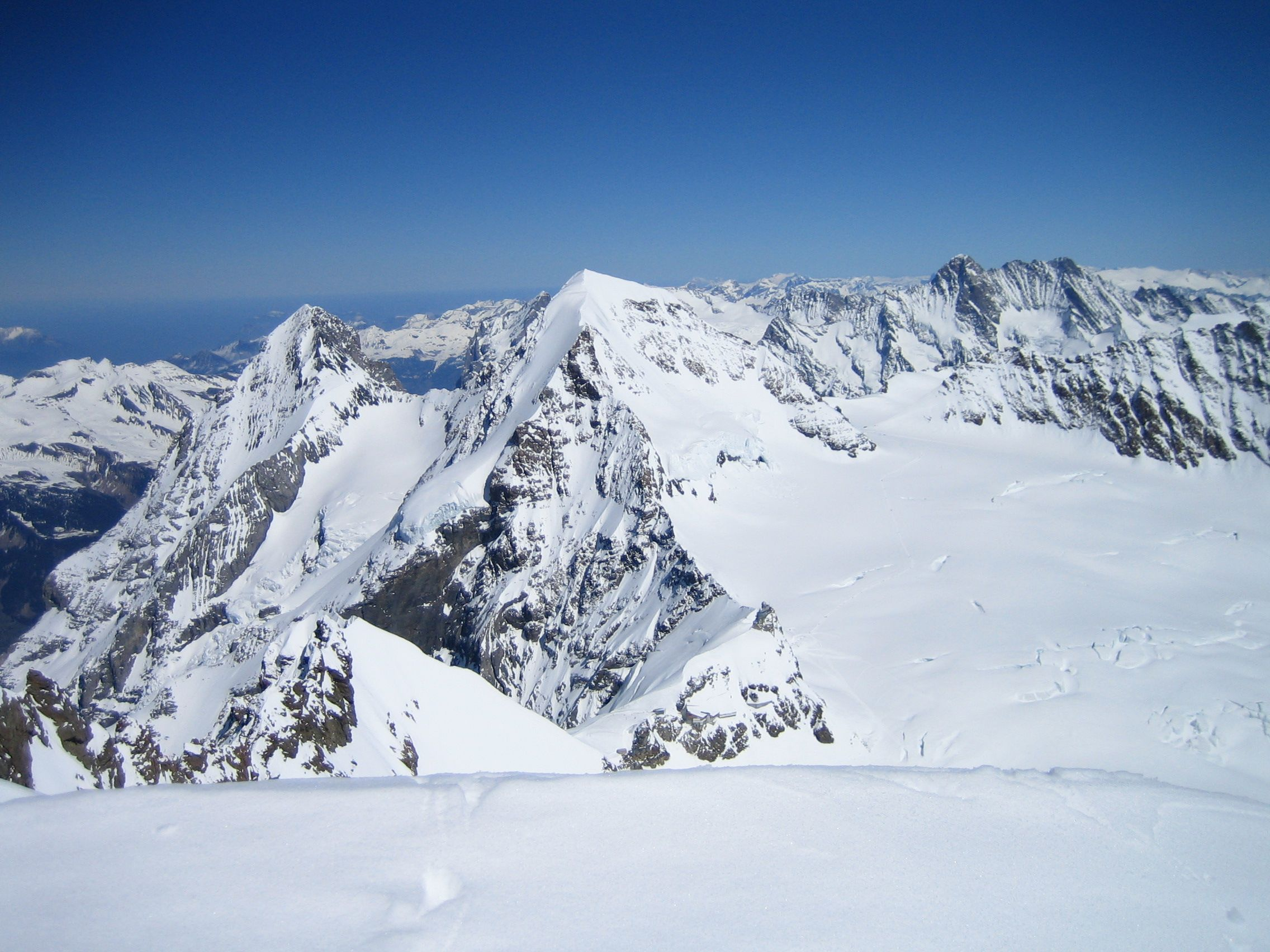
Вид на Менх з Юнгфрау
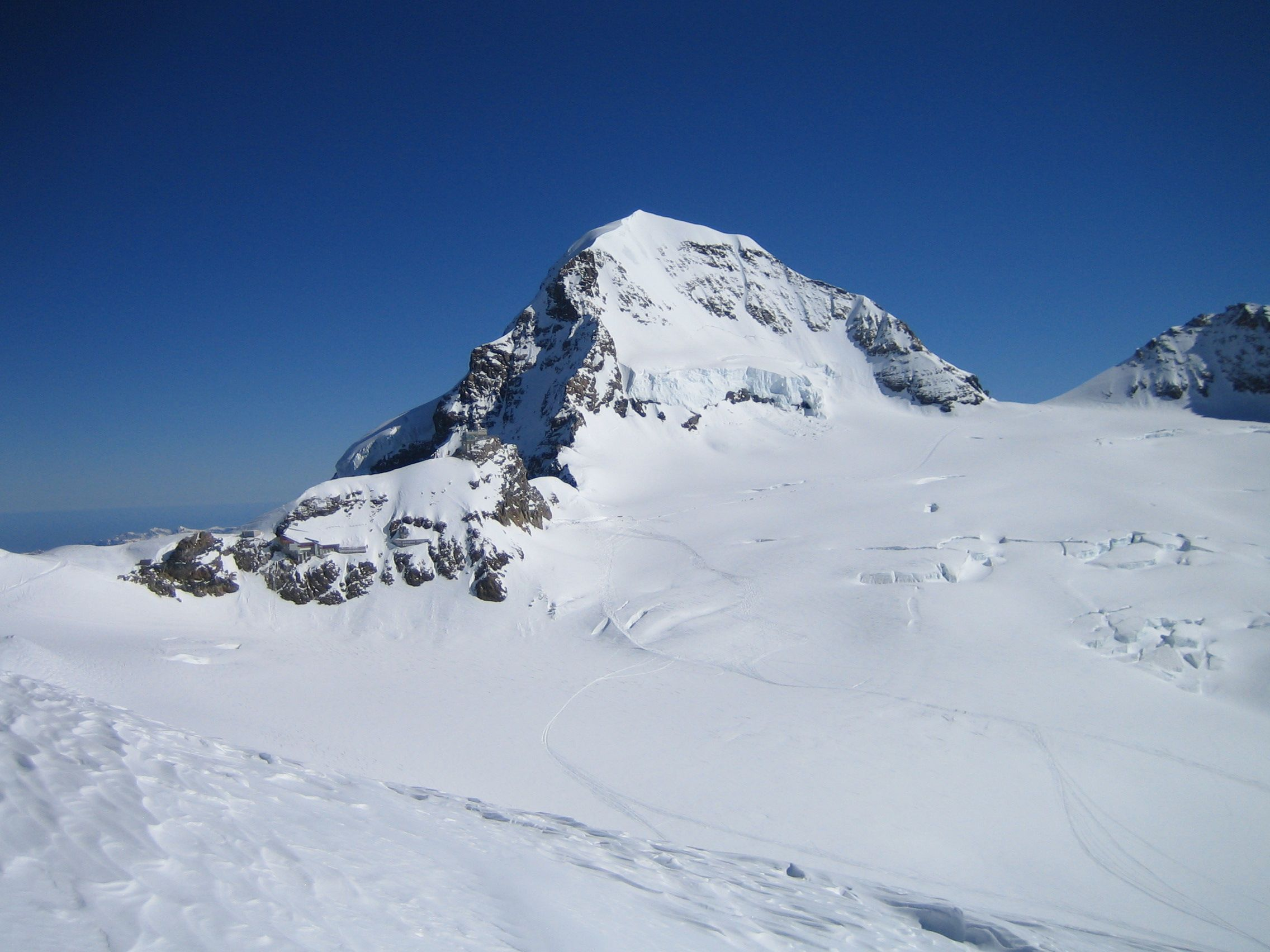
Вид на Менх з льодовика Алеч
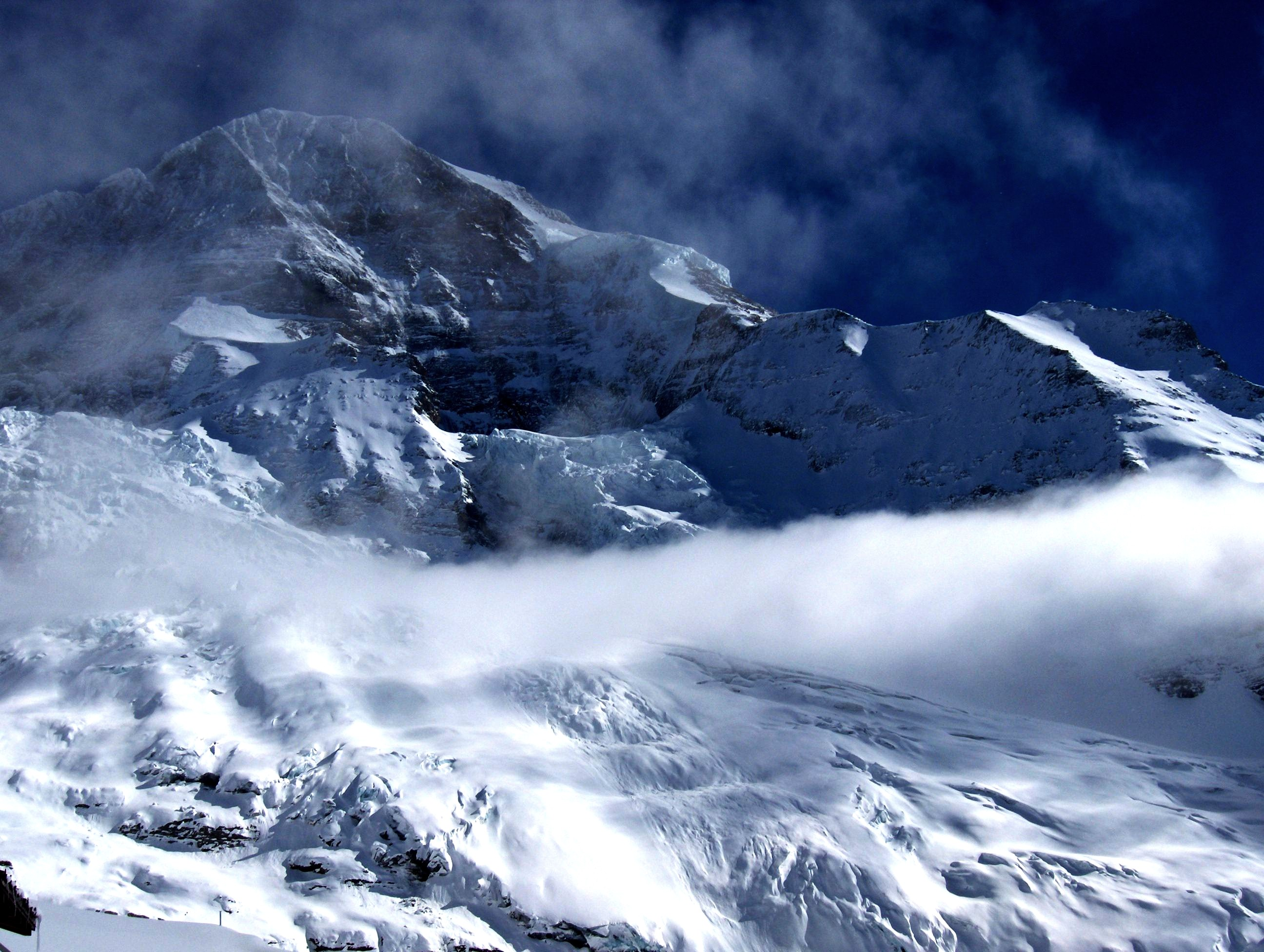
Північна сторона Менха
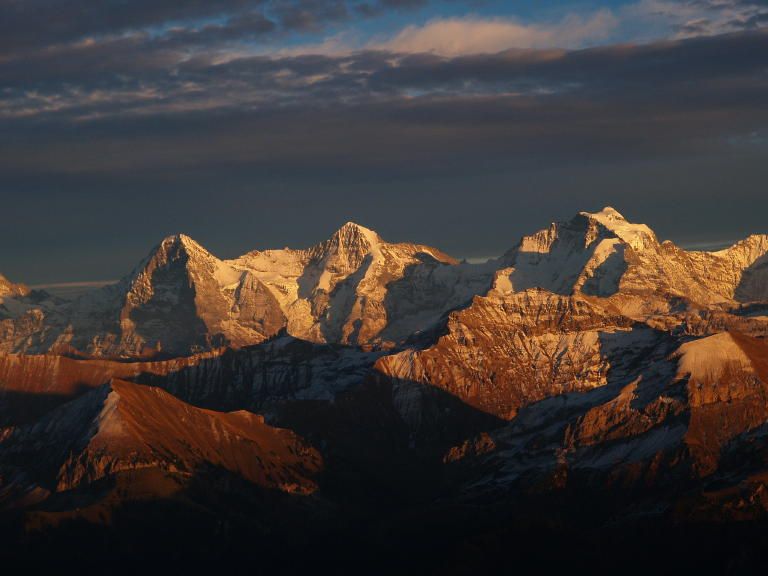
Айгер, Менх та Юнгфрау на вечірній зорі